# Phankham Viphavanh
Phankham Viphavanh (en lao: ພັນ ຄຳ ວິ ພາ ວັນ; nacido en 1951) es un político laosiano, miembro del Politburó y del Comité Ejecutivo del Partido Popular Revolucionario de Laos. También fue Primer Ministro de Laos entre 2021 y 2022, y fue elegido por la Asamblea Nacional de Laos en abril de 2016. Anteriormente, fue Vicepresidente de Laos, Ministro de Educación de Laos y Presidente de la Asociación de Amistad Laos-Vietnam.